# Conte di Malmesbury
Conte di Malmesbury è un titolo nel pari di Gran Bretagna. È stato creato nel 1800 per il diplomatico James Harris, I barone di Malmesbury. Harris era già stato creato barone di Malmesbury, nel 1788, ed era visconte Fitzharris.
Gli succedette il figlio maggiore, il secondo conte. Fu deputato per Helston, Horsham, Heytesbury e Wilton. Suo figlio maggiore, il terzo conte, fu un politico conservatore. Fu ministro degli esteri (1852 e 1858-1859) e anche Lord del sigillo privato e Leader della Camera dei lord. Lord Malmesbury morì senza figli e gli succedette il nipote, il quarto conte. Era il figlio dell'ammiraglio Sir Edward Harris, secondo figlio del secondo conte.
Suo figlio maggiore, il quinto conte, servì da Lord-in-Waiting (1922-1924) nelle amministrazioni conservatrici di Andrew Bonar Law e Stanley Baldwin e fu poi presidente del consiglio della contea di Hampshire. Gli succedette il suo unico figlio, il sesto conte. A partire dal 2010 i titoli sono detenuti dal suo unico figlio, il settimo conte, succedutogli nel 2000.
L'attuale residenza della famiglia è Greywell Hill House, vicino a Basingstoke, nel Hampshire. La prima residenza era Heron Court (o Hern Corte o Tribunale Hurn) vicino Christchurch, nel Dorset (anche se all'interno dei confini storici della contea di Hampshire).

## Conti di Malmesbury (1800)
- James Harris, I conte di Malmesbury (1746-1820)
- James Harris, II conte di Malmesbury (1778-1841)
- James Harris, III conte di Malmesbury (1807-1889)
- Edward Harris, IV conte di Malmesbury (1842-1899)
- James Harris, V conte di Malmesbury (1872-1950)
- William Harris, VI Conte di Malmesbury (1907-2000)
- James Harris, VII conte di Malmesbury (1946)

L'erede è il figlio maggiore dell'attuale conte, James Hugh Harris Carleton, visconte Fitzharris (1970).